# Anisodes dicycla
Anisodes dicycla là một loài bướm đêm trong họ Geometridae.